# Notre-Dame-de-Lourdes (L'Érable)
Pour les articles homonymes, voir Notre-Dame-de-Lourdes.
Notre-Dame-de-Lourdes est une municipalité du Québec située dans la MRC de L'Érable dans le Centre-du-Québec.

## Toponymie

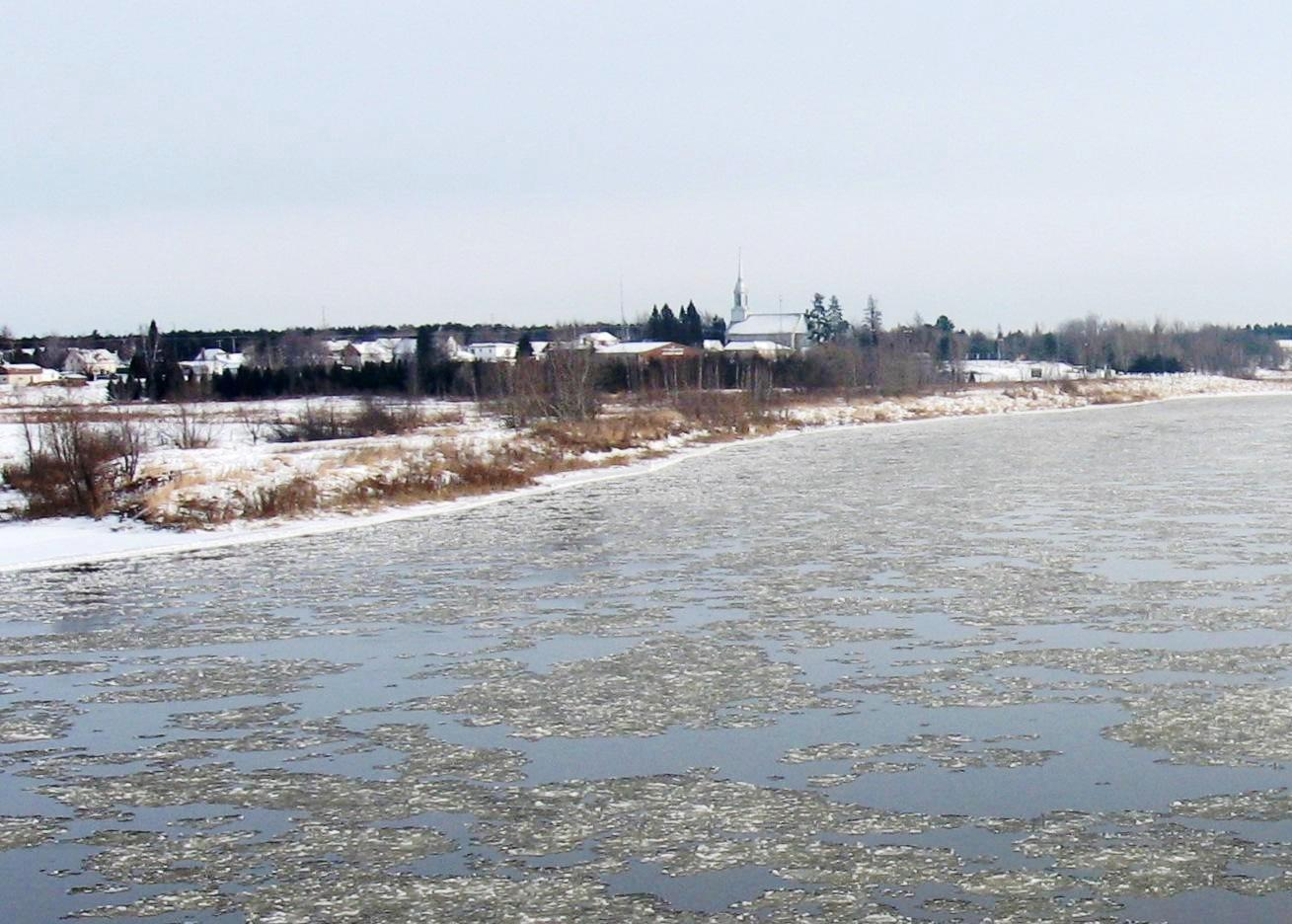
Vue du village de Notre-Dame-de-Lourdes à partir du pont sur la rivière Bécancour.

La dénomination municipale tout comme le gentilé Lourdinois ont pour origine le célèbre sanctuaire de Lourdes, dans le département des Hautes-Pyrénées en France. On a retenu cette appellation à la suggestion faite par l'aumônier de l'archevêché de Québec, M. Napoléon Laliberté, qui, ayant effectué en 1860 un pèlerinage à Lourdes en France où était apparue la Sainte-Vierge à Bernadette Soubiroux trouva aux lieux une certaine similitude avec la petite localité de la région des Bois-Francs. S'inspirant de ce fait, il dédia la paroisse à la Vierge Marie d'où l'appellation Notre-Dame-de-Lourdes.  Ce nom succéda à celui de l'Augmentation de Somerset.

## Histoire
L'Augmentation de Somerset est le territoire primitif qui a donné naissance à la paroisse de Notre-Dame-de-Lourdes.  Il constitue une portion de territoire oublié lors des délimitations cadastrales des cantons avoisinants principalement le Canton de Somerset érigé en 1807.  Le rapport d'arpentage dressé par Monsieur Louis Legendre et demandé par l'arpenteur général en 1839, offre un plan de l'Augmentation de Somerset.  Les subdivisions utilisées actuellement, rang 1, rang 11 et rang 111 longeant la rivière, proviennent de ce rapport.  Voici un extrait de ce rapport :  " En conséquence de vos instructions à moi adressées et datées de votre office à Québec le 4 septembre dernier, je me suis transporté pour arpenter le terrain vacant appartenant à la couronne et connu sous le nom de l'Augmentation de Somerset, borné au sud-est par le Township de Somerset, au nord-est par la seigneurie de Lotbinière, au nord-ouest par l'arrière ligne de la seigneurie St-Jean DesChaillons et au sud-ouest par la Rivière Bécancour, là étant j'ai trouvé à faire un exact relevé de la dite Rivière Bécancour à partir d'un ancien poteau planté sur la cime nord de la côte de la ditge Rivière Bécancour pour l'angle sud-est du township Blandford, dans la ligne qui fut tirée en 1805, par Mtre J. Mc Carthy vivant arpenteur, d'abord entre les seigneuries Sty-Jean DesChaillons et St-Pierre les Becquests et continué entre la seigneurie St-Jean DesChaillons jusqu'à sa profondeur de six lieues, pour la diviser d'avec le township de Blandford et pour diviser ensuite Blandford avec l'Augmentation de Somerset, sur lequel piquet j'y ai trouvé marqué en sanguine assez lisible, pour reconnaître la face Nord-Ouest 6 Lieues 72 arps, sur la face Sud-Ouest Blandford, sur la face Nord-Est ST_JEAN, sur la face Sud-Est 1805 "

## Géographie
La rivière Bécancour traverse la municipalité d'est en ouest.
La rivière Bourbon, un affluent de la Bécancour, en traverse le sud-ouest du sud vers l'ouest.
La rivière Noire coule du sud-est vers le nord-ouest jusqu'à sa confluence avec la rivière Bécancour à l'ouest de l'agglomération.
La rivière Barbue coule du sud-est vers l'ouest jusqu'à sa confluence avec la rivière Noire.
À partir de son crénon, dans le nord-est, la Petite rivière du Chêne coule vers l'ouest.

## Démographie
| 1901 | 1911 | 1921 | 1931 | 1941 | 1951 | 1956 |
| ---- | ---- | ---- | ---- | ---- | ---- | ---- |
| 487  | 747  | 773  | 669  | 687  | 728  | 757  |

| 1961 | 1966 | 1971 | 1976 | 1981 | 1986 | 1991 |
| ---- | ---- | ---- | ---- | ---- | ---- | ---- |
| 732  | 734  | 737  | 718  | 737  | 744  | 719  |

| 1996 | 2001 | 2006 | 2011 | 2016 | 2021 | - |
| ---- | ---- | ---- | ---- | ---- | ---- | - |
| 752  | 714  | 716  | 700  | 688  | 787  | - |

## Administration
Les élections municipales se font en bloc pour le maire et les six conseillers.
| Notre-Dame-de-Lourdes Maires depuis 2001                                                                             |                  |         |          |
| Élection | Maire            | Qualité | Résultat |
| 2001 | Michel Perreault |         | Voir     |
| 2005 | Jocelyn Bédard   |         | Voir     |
| 2009 | Jocelyn Bédard   | Voir    |          |
| 2013 | Jocelyn Bédard   | Voir    |          |
| 2017 | Jocelyn Bédard   | Voir    |          |
| 2021 | Jocelyn Bédard   | Voir    |          |
| Élection partielle en italique Depuis 2005, les élections sont simultanées dans toutes les municipalités québécoises |                  |         |          |

## Attraits

### Parc Wôlinaktewk
Le Parc riverain Wôlinaktewk a été réalisé en juin 2005 sur deux terrains appartenant à la Fabrique de Notre-Dame-de-Lourdes grâce à l'appui financier du CLD de l'Érable dans le cadre du Pacte Rural.
Une partie de ce parc se trouve près de la rivière Bécancour tandis que l'autre partie est située du côté est de l'église près de la grotte.
L'aménagement du parc, réalisé par plus de 20 bénévoles,  consiste en plusieurs plates-bandes placées à côté d'une gloriette et  d'une pergola; de nombreux bancs ainsi que plusieurs tables de pique-nique sont placés sur les sites permettant de s'y reposer, de regarder la rivière dans un cadre enchanteur et d'y apprécier la quiétude de ce bel endroit.
Le parc est accessible depuis mai jusqu'à la fin octobre. De nombreux bénévoles l'entretiennent tout au long de l'année.